# Emma Kaili Metcalf Beckley Nakuina
Emma Kailikapuolono Metcalf Beckley Nakuina (5 de março de 1847 - 27 de abril de 1929) foi curadora, escritora cultural e uma das primeiras juízas havaianas. Descendente de um plantador de açúcar americano e uma alta chefe havaiana, ela foi educada no Havaí e na Califórnia. Serviu como curadora do Museu Nacional do Havaí de 1882 a 1887 e como Comissária de Vias Privadas e Direitos da Água de 1892 a 1907. Em seu papel como comissária do governo, é frequentemente considerada a primeira juíza do Havaí. Durante o início dos anos 1900, ela se tornou uma defensora do movimento sufragista feminino no Território do Havaí. Nakuina também foi uma escritora prolífica no tópico da cultura e folclore havaiano e suas muitas obras literárias incluem Hawaii, Its People, their Legends (1904).

## Primeiros anos
Nakuina nasceu em 5 de março de 1847, na propriedade de sua família em Kauaʻala, no vale de Manoa, onde hoje é o campus da Universidade do Havaí em Manoa. Seu pai, Theophilus Metcalf, originalmente do Condado de Ontário, Nova Iorque, chegou ao Havaí em 19 de maio de 1842 e foi naturalizado como cidadão em 9 de março de 1846. Ele trabalhou como plantador de açúcar e agrimensor governamental durante o Grande Mahele. Sua mãe, Kailikapuolono, era descendente das linhagens ali'i de Oahu, que eram tradicionalmente associadas às pedras de nascimento de Kūkaniloko, onde nasceram os chefes mais graduados das ilhas. Seu bisavô materno era Nahili, um chefe da ilha do Havaí e um dos generais do rei Kamehameha I durante a conquista das ilhas havaianas. Sua família materna era considerada da classe havaiana kaukau ali'i, ou chefes de escalão inferior a serviço da família real.
Nakuina foi educada na Sacred Hearts Academy e na Punahou School em Honolulu. Ela também teve aulas particulares em muitas línguas por seu pai, incluindo grego, latim, hebraico, francês, alemão, inglês e havaiano. Em 1866, ela estava se preparando para frequentar o Young Ladies Seminary (moderno Mills College) em Benicia, Califórnia, embora não existem registros de sua presença nos arquivos do Mills College. Seu pai morreu em 6 de agosto de 1866 enquanto visitava Oakland, possivelmente para acomodá-la em sua nova escola, e ela decidiu ficar no Havaí. Ainda jovem, o rei Kamehameha IV ordenou que ela fosse treinada nos direitos e costumes tradicionais da água.

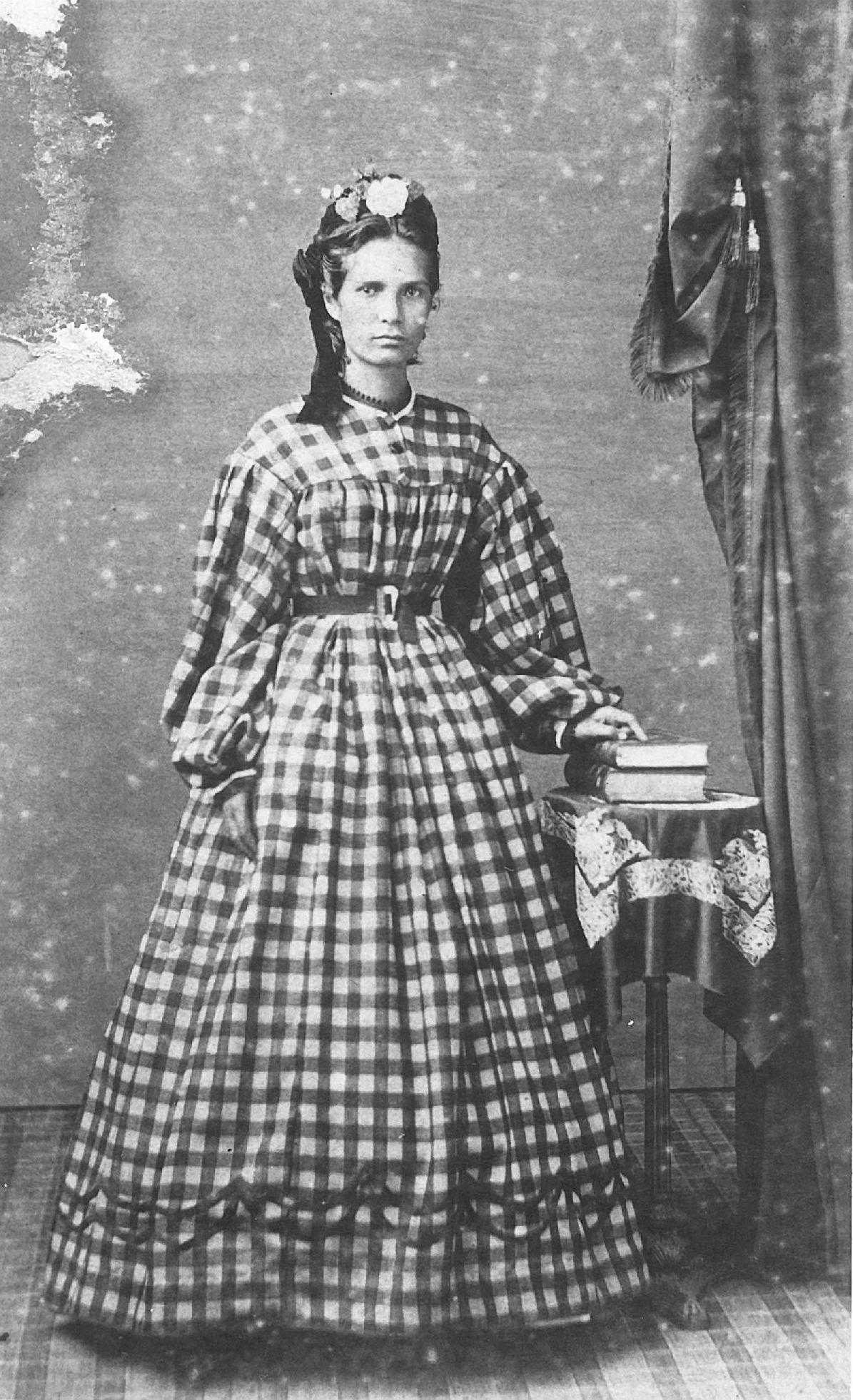
Emma Metcalf, fotografia de Charles Leander Weed, c. 1865

Em 3 de dezembro de 1867, ela se casou com Frederick William Beckley Sênior (1845-1881), um nobre parte havaiano como ela. Ela serviu como dama de companhia da rainha Kapiʻolani, esposa do rei Kalākaua, enquanto seu marido serviu como o Chamberlain da Casa Real e no governo havaiano como membro da Câmara dos Representantes e como Governador Real de Kauai. Eles tiveram sete filhos, incluindo o filho Frederick William Beckley Jr. (1874–1943) e a filha Sabina Beckley Hutchinson (1868–1935). Beckley Sênior morreu em 1881, deixando Nakuina viúva. Em 1887, ela se casou novamente com o reverendo Moses Kuaea Nakuina (1867–1911). Sobrinho do ministro das Finanças, Moses Kuaea, era vinte anos mais novo que ela e também descendente da nobreza havaiana. Eles tiveram dois filhos: um filho de vida curta chamado Irving Metcalf Nakuina, que nasceu e morreu em 1888, e uma filha que contraiu lepra e foi enviada para o Assentamento de Lepra de Kalaupapa.
Um artigo de jornal na edição de 16 de outubro de 1916 do Honolulu Star-Bulletin afirmou que Emma era madrinha da princesa Kaʻiulani, sobrinha de Kalākaua e última herdeira do trono havaiano.

## Carreira
Após a morte de seu primeiro marido, Walter Murray Gibson, possivelmente por sugestão do rei Kalākaua, nomeou Nakuina como curadora do Museu Nacional Havaiano e Biblioteca do Governo. Ela usou o título de curatriz em documentos oficiais. O salário desse cargo governamental a ajudou a sustentar seus filhos. Durante sua gestão como curadora, Nakuina ajudou a expandir a coleção do museu, que estava localizado no andar superior de Aliiolani Hale, o prédio governamental, e também se estabeleceu como uma autoridade em lendas tradicionais e história havaiana com uma série de publicações . Ela ajudou os escritores Thomas G. Thrum e William DeWitt Alexander em muitas de suas obras, servindo como consultora cultural e tradutora. Após a queda da administração Gibson em 1887, o financiamento para o museu foi cortado e as coleções foram posteriormente incorporadas ao Bishop Museum.
Em 1892, foi nomeada Comissária de Caminhos Privados e Direitos da Água do distrito de Kona, na ilha de Oahu, correspondente à capital Honolulu e arredores. Nakuina foi escolhida para este cargo especificamente por causa de seu conhecimento dos direitos tradicionais da água, e ela foi encarregada de resolver o uso da água e questões de direitos. Ela ocupou este cargo de 1892 a 1907, momento em que os poderes foram transferidos para os tribunais de circuito. Durante seu mandato, ela trabalhou sob a monarquia até a queda do Reino do Havaí em 1893. Para permanecer em seu cargo governamental, ela fez o juramento de fidelidade aos regimes subsequentes do Governo Provisório, da República e do Território do Havaí. Embora ela nunca tenha tido o título formal, ela é frequentemente considerada a primeira juíza do Havaí.
Em março de 1893, ela se tornou membro da Hui Aloha ʻĀina o Na Wahine (Liga Patriótica das Mulheres do Havaí) ou Hui Aloha ʻĀina para Mulheres. Este grupo patriótico foi fundado logo após sua contraparte masculina, Hui Aloha ʻĀina for Men, para se opor à derrubada e planos de anexar as ilhas aos Estados Unidos e apoiar a rainha deposta. Nakuina serviu como intérprete da organização por um mês até que surgiu uma disputa entre duas facções do grupo. A divergência centrou-se nas palavras de um memorial buscando a restauração da monarquia a ser apresentado ao comissário dos Estados Unidos James Henderson Blount, que foi enviado pelo presidente Grover Cleveland para investigar a derrubada. O memorial original usava a palavra "Rainha", omitindo o nome de Liliʻuokalani e era combatida pela pequena facção composta por mulheres havaianas idosas e de sangue puro que suspeitavam que era uma manobra dos havaianos parciais educados mais jovens para colocar Kapiʻolani ou Kaʻiulani em vez disso, no trono. Um segundo memorial foi elaborado incluindo o nome de Liliʻuokalani e os arquitetos originais do primeiro memorial, incluindo Nakuina, renunciaram ou foram substituídos. Nakuina foi substituída por Mary Ann Kaulalani Parker Stillman.
Em 1895, Nakuina ajudou a fundar a Sociedade de Socorro Havaiana em seu escritório para ajudar as vítimas de uma epidemia de cólera nas ilhas. Ela co-fundou a organização com outras mulheres havaianas importantes, incluindo Elizabeth Kekaʻaniau, Abigail Kuaihelani Campbell e Emilie Widemann Macfarlane, que haviam sido membros do Hui Aloha ʻĀina for Women.
Em 1897, Nakuina foi mencionada em um artigo de Janet Jennings, do Chicago Times-Herald, sobre o importante papel e status das mulheres parcialmente havaianas na nação havaiana, que a descreveu como "uma mulher inteligente e realizada, cujas realizações acadêmicas torná-la uma figura única nos círculos políticos e sociais de Honolulu".

## Últimos anos
Mais tarde na vida, Nakuina voltou a escrever. Ela se tornou uma das primeiras mulheres membros da Sociedade Histórica Havaiana e se juntou à organização cívica Daughters of Hawaii. Em 1904, escreveu seu único livro, Hawaii, Its People, Their Legends, publicado pelo Comitê de Promoção do Havaí. O objetivo era apresentar aos turistas a cultura do Havaí, mas também estava imbuída de seu próprio senso de orgulho por sua herança havaiana e da amargura pelos efeitos negativos da influência estrangeira nas ilhas. De acordo com Cristina Bacchilega, esta publicação foi um exemplo encoberto de desafio feminino contra o mundo ocidental.
Em 1917, Nakuina deu uma festa para Almira Hollander Pitman, uma importante sufragista do continente dos Estados Unidos, e seu marido Banjamin Franklin Pitman. O encontro atraiu muitas sufragistas da classe alta de Honolulu, incluindo Wilhelmine Widemann Dowsett, presidente da Associação Nacional de Sufrágio Igualitário das Mulheres do Havaí, e Emma Ahuena Taylor, que pediu a Almira Pitman que defendesse a causa das mulheres do Território do Havaí. Essa reunião e as reuniões subsequentes com o Clube de Mulheres de Honolulu levaram Almira Pitman a escrever para seus contatos em casa, o que ajudou a aprovar um projeto de lei no Congresso autorizando a Legislatura Territorial do Havaí com o poder de legislar sobre a questão do sufrágio feminino. Um projeto de lei local foi planejado em 1919 para emancipar as mulheres do Havaí. Ela foi substituída antes que pudesse ser adotada quando, no ano seguinte, o Congresso aprovou a Décima Nona Emenda, concedendo a todas as mulheres nos Estados Unidos o direito de voto.
Nakuina morreu em 27 de abril de 1929, na casa de seu filho, aos 82 anos. Ela foi enterrada no cemitério de Oahu com seu segundo marido, Moses Nakuina. Em 2017, a Hawaiʻi Magazine listou Nakuina entre as mulheres mais influentes da história do Havaí.

## Obra
As obras conhecidas de Emma Kaili Metcalf Beckley Nakuina em ordem cronológica:
- Beckley, Mrs. Emma Metcalf (1883). Hawaiian Fisheries and Methods of Fishing, With An Account Of The Fishing Implements Used By The Natives Of The Hawaiian Islands. Honolulu: Minister of Foreign Affairs
- Kaili. “Hiiaka. A Hawaiian Legend by a Hawaiian Native. A Legend of the Goddess Pele, Her Lover Lohiau and her Sister Hiiakaikapoliopele.” Daily Pacific Commercial Advertiser, August 25 – October 13, 1883. (Reprinted in Nimmo, H. Arlo. Pele, Volcano Goddess of Hawaiʻi: A History, 2011: 50–75.)
- E. M. B. (Beckley, Emma M.). “Kahalaopuna: A Legend of Manoa Valley.” Saturday Press, December 8, 1883: 2, c. 1–4. (Reprinted as “Kahalaopuna, Princess of Manoa” in Thrum’s Hawaiian Folk Tales, 1907.)
- Beckley, Mrs. Emma Metcalf. “The Legend of the Fishhook, called Na-iwi-o-Pae, now in the Government Museum.” Honolulu Almanac and Directory, 1884: 39–40.
- Beckley, Emma Metcalf. “Mrs. Beckley’s Report on the Library,” and “Mrs. Beckley’s Report on the Museum.” Report of the Minister of Foreign Affairs [to the Legislature], 1884.
- Beckley, Emma Metcalf. “Mrs. Beckley’s Report on the Library and Museum,” and “Mrs. Beckley’s Report on Her Visit to Molokai.” Report of the Minister of Foreign Affairs [to the Legislature], 1886.
- Alexander, W. D. (Beckley, Emma Metcalf and Harriet Green, translators). He Buke No Ke Ola Kono No Kamalii, 1887.
- Nakuina, Emma. “Historical Catalogue of the Museum.” Compiled between 1882–1887. This document is handwritten, and housed in the Bishop Museum archives.
- His Hawaiian Majesty Kalakaua (Beckley, Mrs. E., contributor). The Legends and Myths of Hawaii, 1888.
- Nakuina, E. M. B. “The Punahou Spring: A Legend.” Hawaiian Annual and Almanac, 1893. (Reprinted in Hawaii’s Young People, Sept. 1901; Thrum’s Hawaiian Folk Tales, 1907; and Paradise of the Pacific, March 1917.)
- Nakuina, Mrs. Emma M. “Hawaiian Sharks.” Paradise of the Pacific, June 1893: 82.
- Nakuina, Mrs. Emma Metcalf. “Ancient Hawaiian Water Rights and Some Customs Pertaining to Them.” Hawaiian Almanac and Annual, 1894: 79–84.
- Nakuina, Emma M. “Caused by Poisoned Crabs, The Theory Advanced by a Well-known Hawaiian Woman.” The Hawaiian Gazette, September 6, 1895: 7, c. 1–2.
- Nakuina, Emma M. “The Woman’s Relief Society, Officers Elected and Plans Made to Assist Hawaiians.” The Hawaiian Gazette, September 10, 1895: 5, c. 6.
- Nakuina, E. M. B. “The Legend of the Shark-Man, Nanaue.” Hawaiian Historical Society Annual Report, 1896: 10–19. (Reprinted in Thrum’s Hawaiian Folk Tales, 1907; Hawaii’s Young People, October 1902; Hawaii’s Young People, April 1915.)
- Atkinson, A. T. and Emma M. Nakuina (contributor). “The Oldest Inhabitant,” Department of Public Instruction, Report of the General Superintendent of the Census, 1896: 123–124.
- Nakuina, E. M. B. “The Legend of Oahunui.” Hawaiian Annual and Almanac, 1897: 90–95. (Reprinted in Thrum’s Hawaiian Folk Tales, 1907.)
- Nakuina, Emma Metcalf (1904). Hawaii, Its People, Their Legends. Honolulu: T. H.
- Nakuina, Mrs. Emma. The Moʻo of Konahuanui. Paper read at the Daughters of Hawaii meeting, 1906.
- Nakuina, Mrs. E. M. Contributions to Hawaiian Folk Tales by Thomas G. Thrum, 1907.
- Nakuina, Mrs. Emma. Battle of Nuʻuanu. Draft prepared for the Daughters of Hawaii, to be read at the unveiling of a plaque placed at the Pali Lookout, commemorating the battle, 1907.
- Nakuina, Mrs. Emma. The Hawaiian Coat of Arms. Paper read at the Daughters of Hawaii meeting, 1911.
- Nakuina, Mrs. Emma. A Tradition of Kaimuki. Paper read at the Daughters of Hawaii meeting, 1912.
- Nakuina, Mrs. Emma. “The Royal Arms of Hawaii, to be Presented in Features of Program for Kauikeaouli Centenary.” Pacific Commercial Advertiser, March 15, 1914: 1.
- Nakuina, Emma K. “The Legend of the Kawaiahao Stone.” The Friend, August 1919: 181–182.
- Nakuina, Emma M. “The Legend of Kalaipahoa, The Famous Poison God of Molokai.” Paradise of the Pacific, May 1920: 31.
- Nakuina, Mrs. Emma. “The Springs of Wailele.” The Friend, April 1923: 81–82.